# Rymań (gmina)
Rymań – gmina wiejska w północno-zachodniej Polsce, w północnej części województwa zachodniopomorskiego, w powiecie kołobrzeskim, położona na Pobrzeżu Szczecińskim. Siedzibą gminy jest wieś Rymań.
Według danych z 31 grudnia 2016 r. gmina miała 4019 mieszkańców,
Pod względem powierzchni gmina zajmuje 73, a pod względem liczby ludności 93 miejsce w województwie (na 114 gmin).

## Położenie
Gmina znajduje się w północnej części województwa zachodniopomorskiego, w południowo-zachodniej części powiatu kołobrzeskiego.
Według danych z 1 stycznia 2009 powierzchnia gminy wynosi 146,15 km². Gmina stanowi 20,1% powierzchni powiatu.
Sąsiednie gminy:
- powiat kołobrzeski: Gościno i Siemyśl,
- powiat gryficki: Brojce, Płoty i Trzebiatów,
- powiat łobeski: Resko,
- powiat świdwiński: Sławoborze.

W latach 1950–1998 gmina położona była w województwie koszalińskim.

## Miejscowości i podział administracyjny
Gmina Rymań utworzyła 9 jednostek pomocniczych, będących sołectwami.
| Sołectwa             | Miejscowości                                                                        |
| -------------------- | ----------------------------------------------------------------------------------- |
| Sołectwo Dębica      | Dębica, Strzebielewo                                                                |
| Sołectwo Drozdowo    | Drozdowo, Drozdówko, Lędowa                                                         |
| Sołectwo Gorawino    | Gorawino, Rębice                                                                    |
| Sołectwo Jarkowo     | Jarkowo, Mechowo, Petrykozy                                                         |
| Sołectwo Kinowo      | Kinowo                                                                              |
| Sołectwo Leszczyn    | Leszczyn, Mirowo                                                                    |
| Sołectwo Rymań       | Rymań, Bukowo, Gołkowo, Małobór, Starza                                             |
| Sołectwo Rzesznikowo | Rzesznikowo, Czartkowo, Jaglino, Kamień Rymański, Płonino, Rzesznikówko, Skrzydłowo |
| Sołectwo Starnin     | Starnin, Bębnikąt                                                                   |

## Demografia
Według danych z 31 grudnia 2016 r. gmina miała 4019 mieszkańców, co stanowiło 5,1% ludności powiatu. Gęstość zaludnienia wynosi 27,5 osoby na km².
Dane z 31 grudnia 2016 r.:
| Opis      | Ogółem | Ogółem | Kobiety | Kobiety | Mężczyźni | Mężczyźni |
| --------- | ------ | ------ | ------- | ------- | --------- | --------- |
| Jednostka | osób   | %      | osób    | %       | osób      | %         |
| Populacja | 5982   | 100    | 2922    | 48,85   | 3060      | 51,15     |

Piramida wieku mieszkańców gminy Rymań w 2014 roku.

## Przyroda i turystyka
Gmina leży na Równinie Gryfickiej. Przez gminę przepływa rzeka Mołstowa, prawy dopływ Regi, dostępna dla kajaków. Poza tym przez gminę przepływają dopływy Mołstowy – Rzecznica i Wkra oraz Dębosznica i jej dopływy – Lędówka i Lnianka. Północną i środkową część gminy zajmują w większości tereny rolnicze. Tereny leśne zajmują 39% powierzchni gminy, a użytki rolne 54%. Największym jeziorem w gminie jest Studnica (Popiel); poza tym na terenie gminy znajduje się jezioro Starnin.
Na terenie gminy znajduje się położona w miejscu dawnej linii kolejowej ścieżka rowerowa („Szlakiem po nasypie kolejki wąskotorowej”) z Gościna nad jezioro Popiel (Studnica), biegnąca przez Drozdowo, Rymań, Rzesznikowo, Czartkowo i Skrzydłowo.

Uproszczona sieć drogowa w gminie Rymań

## Komunikacja
Przez gminę prowadzą droga krajowa nr 6 Szczecin – Koszalin – Gdańsk oraz droga wojewódzka nr 105 z Rzesznikowa przez Brojce (10 km) do Gryfic (22 km). Odległość z Rymania do stolicy powiatu, Kołobrzegu, wynosi 33 km.
Obecnie na terenie gminy nie ma czynnych stacji kolejowych. Najbliższe czynne stacje znajdują się w Kołobrzegu, Gąbinie gm. Trzebiatów i Trzebiatowie.
W gminie czynne są urząd pocztowy – Rymań (nr 78-125) – i agencja pocztowa – Gorawino (nr 78-124).

### Historia kolei wąskotorowej
Miejscowości gminy Rymań (Drozdowo, Lędowa, Rymań, Czartkowo, Skrzydłowo, Rzesznikowo) uzyskały połączenie kolejowe w 1895 r. po wybudowaniu odcinka Kołobrzeskiej Kolei Wąskotorowej o szerokości 1000 mm z Gościna przez Skrzydłowo do Reska Północnego Wąsk. W 1899 r. wybudowano linię ze Skrzydłowa do Tąpadeł, która połączyła Kołobrzeską Kolej Wąskotorową z Gryficką Koleją Wąskotorową.
W 1961 r. przestały kursować pociągi do Kołobrzegu. W tym samym czasie wstrzymano ruch pociągów osobowych na trasie Skrzydłowo – Resko Płn. Do 1962 r. pociągi pasażerskie kursowały na trasie Gryfice – Gościno, a do 1966 r. w skróconej relacji do Rymania. Na pozostałych liniach pozostał ruch towarowy, który przez długie lata, do 1990 r., odgrywał jeszcze dużą rolę. Później, do 1995 r., odbywały się coraz mniejsze przewozy na trasie Rymań – Tąpadły. Odcinek Tąpadły – Skrzydłowo – Resko Płn. do 1996 r. służył do przewozu taboru na naprawy do Reska. Cała sieć straciła spójność w czerwcu 1999 r., gdy zdemontowano przęsła torów na przejazdach kolejowo-drogowych w ciągu szosy E28 w Wicimicach, Rymaniu i Ramlewie. W okolicach Gościna (układ torowy stacji, linia w kierunku Sławoborza i częściowo linia w kierunku Rymania) oraz tory na odcinku Skrzydłowo – Tąpadły zdemontowano na przełomie lat 2006/2007.

## Oświata
Na terenie gminy funkcjonują Zespół Szkół Publicznych w Rymaniu (w składzie Szkoła Podstawowa im. Tadeusza Kościuszki w Rymaniu wraz z filiami w Dębicy, Drozdowie i Starninie oraz Gimnazjum im. Tadeusza Kościuszki w Rymaniu) oraz Społeczna Szkoła Podstawowa w Gorawinie. Na terenie gminy znajdują się także punkty przedszkolne.

## Kultura i sport
Na terenie gminy funkcjonuje Gminna Biblioteka Publiczna w Rymaniu. Na arenie artystycznej gminę reprezentuje Zespół Artystyczny „Biadule” z Kinowa.
W gminie Rymań funkcjonują 3 kluby sportowe:
- KS Syrena Rymań (piłka nożna, B-klasa)
- LUKS Grot Gorawino (piłka nożna, B-klasa)
- Viking Rymań (siatkówka)

## Wspólnoty religijne
Teren gminy obejmują parafia rzymskokatolicka pw. św. Szczepana w Rymaniu i parafia rzymskokatolicka pw. Matki Bożej Królowej Polski w Gorawinie.

## Bezpieczeństwo
Na terenie gminy funkcjonuje Posterunek Policji w Rymaniu, podlegający Komendzie Powiatowej Policji w Kołobrzegu.
Na terenie gminy działają 4 jednostki Ochotniczej Straży Pożarnej (Rymań, Gorawino, Drozdowo, Starnin), w tym jedna włączona w skład krajowego systemu ratowniczo-gaśniczego (Rymań). Akcje wspomaga Komenda Powiatowa Państwowej Straży Pożarnej w Kołobrzegu dysponująca specjalistycznym sprzętem.

## Administracja i samorząd
W 2016 r. wykonane wydatki budżetu gminy Rymań wynosiły 17,5 mln zł, a dochody budżetu 19,1 mln zł. Zobowiązania samorządu (dług publiczny) według stanu na koniec 2016 r. wynosiły 6,3 mln zł, co stanowiło 32,8% poziomu dochodów.
Wójtowie Gminy Rymań:
- Andrzej Misiak (1990–1994)
- Jerzy Stefanowicz (1994–2002)
- Tadeusz Wojtkiewicz (2002–2006)
- Mirosław Terlecki (2006–)

Gmina jest obszarem właściwości Sądu Rejonowego w Kołobrzegu. Sprawy z zakresu ubezpieczeń społecznych oraz sprawy gospodarcze są rozpatrywane przez Sąd Rejonowy w Koszalinie. Gmina jest obszarem właściwości Sądu Okręgowego w Koszalinie. Gmina (właśc. powiat kołobrzeski) jest obszarem właściwości miejscowej Samorządowego Kolegium Odwoławczego w Koszalinie.
Mieszkańcy gminy Rymań razem z mieszkańcami gmin Gościno i Siemyśl wybierają 3 radnych do Rady Powiatu w Kołobrzegu, a radnych do Sejmiku Województwa Zachodniopomorskiego w okręgu nr 3. Posłów na Sejm wybierają z okręgu wyborczego nr 40, senatora z okręgu nr 99, a posłów do Parlamentu Europejskiego z okręgu nr 13.
| Nr okręgu | Granice okręgu                                        | Liczba radnych |
| --------- | ----------------------------------------------------- | -------------- |
| 1         | Dębica, Strzebielewo                                  | 1              |
| 2         | Leszczyn, Mirowo                                      | 1              |
| 3         | część Rymania                                         | 1              |
| 4         | część Rymania                                         | 1              |
| 5         | część Rymania, Bukowo, Starza                         | 1              |
| 6         | część Rymania, Gołkowo, Małobór                       | 1              |
| 7         | Rzesznikowo, Kamień Rymański                          | 1              |
| 8         | Skrzydłowo, Czartkowo, Jaglino, Płonino, Rzesznikówko | 1              |
| 9         | Starnin, Bębnikąt                                     | 1              |
| 10        | Kinowo, Petrykozy                                     | 1              |
| 11        | Jarkowo, Mechowo                                      | 1              |
| 12        | część Gorawina, Rębice                                | 1              |
| 13        | część Gorawina                                        | 1              |
| 14        | część Drozdowa, Drozdówko                             | 1              |
| 15        | część Drozdowa, Lędowa                                | 1              |
|           | Razem (Σ)                                             | 15             |

Mieszkańcy gminy Rymań wybierają radnych do Rady Powiatu Kołobrzeskiego w okręgu nr 5 i radnych do Sejmiku Województwa Zachodniopomorskiego w okręgu nr 3. Posłów na Sejm wybierają z okręgu wyborczego nr 40, senatora z okręgu wyborczego nr 99, a posłów do Parlamentu Europejskiego z okręgu wyborczego nr 13.

## Współpraca międzynarodowa
- Gmina Marienwerder w powiecie Barnim w kraju związkowym Brandenburgia – gmina Rymań w 2003 r. nawiązała z nią współpracę międzynarodową[12].

## Ludzie związani z gminą Rymań
- Władysław Ludwik Panas (1947-2005) - profesor KUL, ur. 28.03.1947 r. w Dębicy[13][14].